# World of Warcraft: Cataclysm
World of Warcraft: Cataclysm også ofte kaldet Cataclysm eller Cata, er den tredje udvidelsespakke til Massively Multiplayer Online Role-Playing Game(MMORPG) spillet World of Warcraft, og er efterfølgeren til Wrath of the Lich King. Spillet blev officielt annonceret ved BlizzCon den 29. august 2009, selvom dataminers og researchers opdagede detaljer om spillet før det blev officielt annonceret af Blizzard. Udvidelsespakken blev officielt udgivet den 7. december 2010.
Kort efter at Blizzard annoncerede udgivelses datoen til udvidelsen, udgav de patchen 4.0.1 som ændrede mange af spillets systemer.